# Madonna col Bambino e un angelo (Foppa)
La Madonna col Bambino e un angelo è un dipinto a tempera su tavola (41x32,5 cm) di Vincenzo Foppa, databile al 1479-1480 circa e conservato all'interno della pinacoteca dei Musei del Castello Sforzesco di Milano.

## Storia
L'opera venne acquistata dallo Stato esercitando il diritto di prelazione, tramite l'ufficio Esportazione della Soprintendenza di Firenze, e andò a colmare un vuoto in galleria degli Uffizi circa le opere di scuola lombarda prima di Leonardo. La piccola tavola, immessa sul mercato dopo la vicenda della collezione Contini Bonacossi, "squisita pittura di devozione domestica", è databile alla fine dell'ottavo decennio del Quattrocento, quando nello stile del pittore erano ancora vivi echi padovani non ancora contaminati dall'influenza di Giovanni Bellini, riscontrabile dopo il 1480. A seguito di un accordo tra la Regione Lombardia e lo Stato, la piccola tavola del Foppa è esposta per quindici anni (a partire dal dicembre 2015) nelle sale della pinacoteca dei Musei del Castello Sforzesco di Milano. In cambio Regione Lombardia ha prestato, a sua volta per quindici anni, il San Benedetto di Antonello da Messina che si ricongiunge così con le altre due tavole, esposte agli Uffizi, facenti parte di un trittico acquistato dallo stato italiano nel 2002.

## Descrizione e stile
Una tenda scostata con effetto illusionistico mostra una finestra aperta su una stanza, presso la quale sta affacciata una Madonna col Bambino al cospetto di un angioletto a sinistra, che, con naturalità, è in parte coperto dalla tenda che gli ricade sulla spalla. Esso tiene in mano un violino che ha smesso di suonare, preso dall'interesse verso Maria e Gesù. L'intradosso dell'apertura è cassettonato e in prospettiva, all'insegna di un fine decorativismo, e sul parapetto che coincide con il bordo inferiore del dipinto stanno appoggiati un libro, che Maria sfoglia (richiamo alle profezie delle Sacre Scritture), un cuscino su cui sta appoggiato il Bambino e una coppa rialzata piena di frutti rossi, ciliegie o uva, verso i quali Gesù tende la manina: si tratta di un'allusione al sangue della Passione e all'accettazione di Cristo del proprio destino. Tale allusione è ripresa anche dal frutto rosso che tiene già in mano.
Sullo sfondo una stanza scura, dove si intravede un parato o un mobile con iscrizione dorata dedicata a Maria, si apre una finestrella con un vaso al davanzale, motivo di ispirazione fiamminga. Tipicamente lombarde sono l'attenzione al naturalismo e la tavolozza un po' spenta, quasi cinerina, soprattutto negli incarnati, sfumati energia.